# Carmen Abela y Espinosa de los Monteros
Carmen Abela y Espinosa de los Monteros (Chiclana de la Frontera, 24 de julio de 1875-Guadalajara, 27 de abril de 1962) fue una destacada maestra española, célebre por desarrollar métodos pedagógicos para la educación de niños discapacitados, un tema que en su época estaba muy marginado de la educación en general.  Además, realizó una serie de ensayos para determinar el número de niños «anormales» en España, que luego amplió a Francia, Suiza y Bélgica una vez que se le concedió una beca para el estudio de «la situación de la pedagogía de anormales en los países europeos».
Empezó su carrera de profesora nacional tras aprobar las oposiciones en Huete, Cuenca y en El Molar, Madrid. Tras solicitar estudiar en el extranjero, en 1920 la Junta de Ampliación de Estudios le concedió una beca de postgrado a realizar en el extranjero,
 gracias a su buena labor en Huete —según los archivos de los inspectores de la época— y su currículum, que incluía trabajos propios, un sobresaliente como nota en la carrera, un cursillo sobre procedimiento y métodos en el Colegio de Sordomudos, Ciegos y Anormales, y un certificado de prácticas en el Instituto Central de Anormales. Ya como maestra, dado su interés en la pedagogía de anormales, se especializó en la materia, desarrollando métodos para la corrección del lenguaje, trabajos sobre el análisis de rasgos psicológicos, etc. Aunque no está demostrado que finalmente fuera nombrada, al parecer el Ministerio de Instrucción Pública y Bellas Artes propuso que ocupara una plaza en el Colegio Nacional de Sordomudos, Ciegos y Anormales.
En 1921 viajó a Ginebra, Suiza, para asistir a cursos impartidos por prestigiosos profesores sobre «educación de anormales». También visitó Francia. Convencida de que el aprendizaje de nuevos métodos para su labor era más importante que acumular títulos o prestigio diría:

De los cursos siempre se saca algún provecho real, pero un examen no vale para nada que no sea puramente externo y formal (...) estoy conforme en que el examen es una fórmula de la cual puedo prescindir.

Aunque Abela apenas publicó sus experiencias, estas fueron rescatadas, expuestas y reconocidas gracias a la labor de Orellana Garrido.

## Publicaciones
- Notas para la educación de los niños anormales. Inédito en expediente personal de la JAE.